# Flavio Secundino

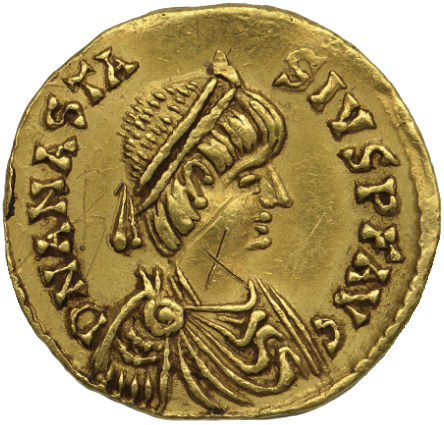
Tremís de Anastasio I, cuñado de Secundino.

Flavio Secundino (en latín: Flavius Secundinus; fl. 492) fue un político y estadista del Imperio romano de Oriente en el siglo VI.

## Familia
Desposó a Cesarea, hermana del emperador Anastasio I. Sus hijos fueron Flavio Hipacio, cónsul en el año 500, usurpador renuente durante los disturbios de Nika, y Flavio Pompeyo, cónsul en el año 501.

## Carrera
En el año 492, Secundino sirvió como prefecto de la ciudad de Constantinopla. En el año se le concedió el título honorífico de patricio por su relación con el emperador. En el año 511 sirvió como cónsul junto con Arcadio Plácido Magno Félix y como su colega en Occidente.
En el 515, el emperador envió a Hipacio con un ejército contra el rebelde Vitaliano, pero fracasó y fue capturado. Luego Secundino rescató a su hijo.